# Elzunia descandollesi
Elzunia descandollesi är en fjärilsart som beskrevs av Otto Staudinger 1885. Elzunia descandollesi ingår i släktet Elzunia och familjen praktfjärilar. Inga underarter finns listade i Catalogue of Life.